# Raión de Nizhnedévitsk
El raión de Nizhnedévitsk (ruso: Нижнеде́вицкий райо́н) es un distrito administrativo y municipal (raión) ruso perteneciente a la óblast de Vorónezh. Se ubica en el noroeste de la óblast. Su capital es Nizhnedévitsk.
En 2021, el raión tenía una población de 17 938 habitantes.
El raión es limítrofe al oeste con la óblast de Kursk y al sur con la óblast de Bélgorod. El territorio del raión es completamente rural.

## Subdivisiones
Comprende 51 localidades rurales, agrupadas en los siguientes quince asentamientos rurales:
- Andréyevka
- Vérjneye Túrovo
- Viaznovatovka
- Kurbátovo
- Kuchugury (con capital en Posiólok sovjoza Nizhnedévitski)
- Mijniovo
- Nizhnedévitsk (la capital distrital)
- Nízhneye Túrovo
- Nóvaya Olshanka
- "Norovo-Rotayevskoye" (con capital en Glázovo)
- Ostrianka
- Pérshino
- Síniye Lipiagui
- Skupaya Potudan
- Jvoshchevátovka (con capital en Posiólok sovjoza Kuchugúrovski)